# Möbelstil

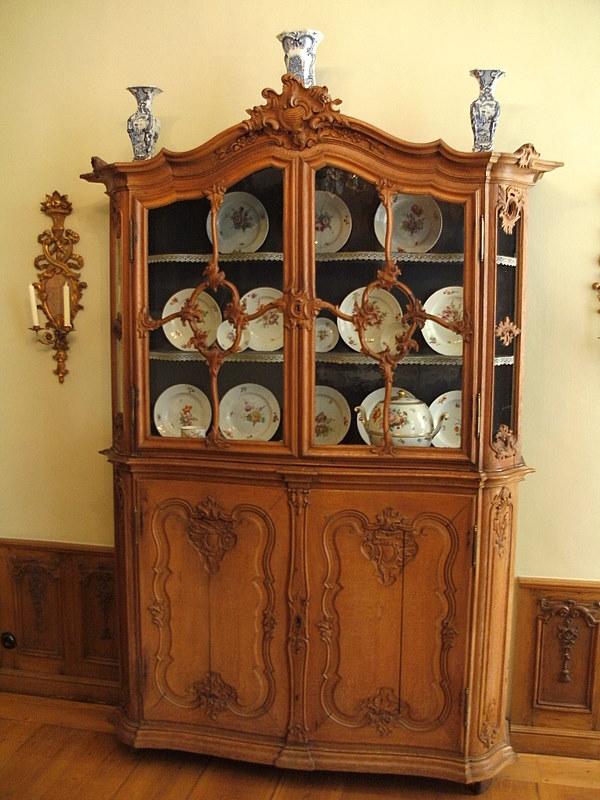
Aachen-Lütticher Vitrinenschrank im Rokoko- oder Louis-quinze-Stil

Ein Möbelstil ist das für eine bestimmte Epoche, ein Gebiet, einen Tischler oder Ebenisten beziehungsweise eine Werkstatt charakteristische, durch einheitliche, ähnliche oder vergleichbare Merkmale in der Beschaffenheit oder der Formgebung gekennzeichnete Gepräge von Möbeln.
Möbelstile stehen in enger Beziehung zur allgemeinen Kulturentwicklung, zu dem jeweiligen Zeitgeist und zu den Architektur- und Kunststilen ihrer Epoche, sind mit Letzteren aber nicht identisch. So wie diese sind sie den Strömungen der Mode unterworfen.

## Bestimmung
Die zur Bestimmung eines Stils herangezogenen Kriterien sind die verwendeten Werkstoffe und die Art ihrer Verarbeitung oder Behandlung, die Form des Möbelkorpus und der Beine sowie die Beschaffenheit und Ornamentik der Schnitzereien, Furniere, Intarsien und Inkrustationen, Fassungen, der Polsterung, der Möbelbezüge und der Beschläge.
Während sich die konstruktiven Elemente (Holz- und Metallarbeit) der Architektur der Bauwerke, und den dort herrschenden Stilen anlehnen, und im Allgemeinen dieser zeitlich nachlaufen, folgen die dekorativen Elemente, insbesondere Bemalungen und Bezüge, der Innenarchitektur (Interieurmalerei, Wandbehang oder -schalung), und sind wie diese den schnellen Änderungen der Bekleidungsmode unterworfen – typischerweise werden etwa Sitzmöbel in dieser Hinsicht öfter umgestaltet, so dass sich hier verschiedene Stilformen mischen können. Funktionale Möbel wie Tafelmöbel, Truhen oder Schränke (Kastenmöbel) sind ihrer Erscheinung konservativer, als etwa Leuchten, Paravents und Ähnliches.
So umfasst die Möbelstilkunde zum einen hochinnovative Elemente, die innerhalb weniger Jahre wechseln, aber auch streng konservative Elemente, die teilweise weit über die der anderen bildenden Künste hinausreichend tradiert werden. Dabei sind Zeitpunkt und Geschwindigkeit des Wechsels allerdings regional und sogar lokal verschieden.
Möbel lassen sich häufig durch Vergleiche bestimmten Regionen oder Städten zuordnen, auch die Handschrift mancher Entwerfer und Schreiner ist oftmals erkennbar, anders als z. B. Gemälde tragen Möbel jedoch meist keine Signatur mit dem Namen des Herstellers.

## Zeitliche Einordnung der Möbelstile im europäischen Raum

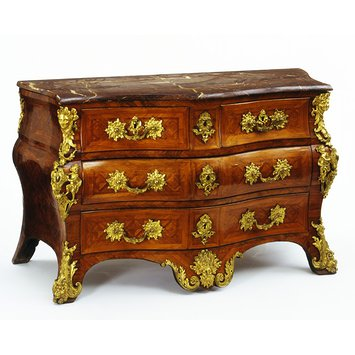
Um 1720 wurde diese Kommode im höfischen Stil des Rokoko in Paris gefertigt. Intarsien, feuervergoldete Beschläge und Montierungen dienten als Vorbild für aufgemalte Verzierungen von Bauernmöbeln

Die nachstehende Tabelle gibt einen Überblick über die zeitliche Einordnung verschiedener Kunst- und Möbelstile. Die Jahreszahlen sind lediglich als Anhaltspunkte zu betrachten, da Stile einer fließenden Entwicklung unterworfen sind. Des Weiteren ist zu beachten, dass Möbelstile teilweise nach den Herrschern benannt werden, die in der Zeit regierten, als sie aufkamen, deren Regierungszeit aber nicht oder nur selten zeitgleich zu der Einführung und dem Ausklang eines Möbelstils verläuft. Die nachstehenden Jahreszahlen beziehen sich auf die Datierung der Stile.
| Allgemeine kunst- geschichtliche Epochen | Allgemeine kunst- geschichtliche Epochen | Allgemeine kunst- geschichtliche Epochen | Deutschland/Österreich | Deutschland/Österreich | Deutschland/Österreich                                                                          | Frankreich       | Frankreich                                 | England                 | England                                      |
| ---------------------------------------- | ---------------------------------------- | ---------------------------------------- | ---------------------- | ---------------------- | ----------------------------------------------------------------------------------------------- | ---------------- | ------------------------------------------ | ----------------------- | -------------------------------------------- |
| 1000 – 1250                              | 1000 – 1250                              | Romanik                                  | 1020/1030 – 1250       | Romanik                | Romanik                                                                                         | 1000 – 1200      | Romanik                                    | 1066 – 1170             | Romanik                                      |
| 1150 – 1550                              | 1150 – 1550                              | Gotik                                    | 1220 – 1520            | Gotik                  | Gotik                                                                                           | 1140 – 1500      | Gotik                                      | 1170 – 1550             | Gotik                                        |
| 1500 – 1650                              | Renaissance                              | Renaissance                              | 1520 – 1650            | Renaissance            | Renaissance                                                                                     | 1490 – 1589      | Renaissance                                | 1550 – 1650             | Renaissance                                  |
| 1500 – 1650                              | 1520 – 1610                              | Manierismus                              | 1520 – 1650            | Renaissance            | Renaissance                                                                                     | 1589 – 1643      | Louis-treize                               | 1550 – 1650             | Renaissance                                  |
| 1600 – 1750                              | 1600 – 1750                              | Barock                                   | 1620 – 1770            | Barock                 | Barock                                                                                          | 1589 – 1643      | Louis-treize                               |                         |                                              |
| 1600 – 1750                              | 1600 – 1750                              | Barock                                   | 1620 – 1770            | Barock                 | Barock                                                                                          | 1643 – 1715      | Louis-quatorze                             | 1702 – 1714             | Queen Anne Style                             |
| 1600 – 1750                              | 1600 – 1750                              | Barock                                   | 1620 – 1770            | Barock                 | Barock                                                                                          | 1643 – 1715      | Louis-quatorze                             | 1714 – 1727             | Early Georgian (Georg I.)                    |
| 1720 – 1770                              | 1720 – 1770                              | Spätbarock/Rokoko                        | 1620 – 1770            | 1730/40 – 1770         | Rokoko / Österr.: Theresianisch                                                                 | 1715 – 1723      | Régence                                    | 1720 – 1770             | Mid Georgian / English rococo (Georg II.)    |
| 1720 – 1770                              | 1720 – 1770                              | Spätbarock/Rokoko                        | 1620 – 1770            | 1730/40 – 1770         | Rokoko / Österr.: Theresianisch                                                                 | 1735 – 1750/1760 | Louis-quinze                               | 1750 – 1805             | Chippendale                                  |
| 1750 – 1830                              | 1750 – 1830                              | Klassizismus                             | 1760 – 1790            | 1760 – 1790            | bürgerl. Zopfstil                                                                               | 1750/1760 – 1792 | Louis-seize (inkl. Transition)             | 1760 – 1790             | Adam-Style                                   |
| 1750 – 1830                              | 1750 – 1830                              | Klassizismus                             | 1770 – 1790            | 1770 – 1790            | Österr.: Josephinisch                                                                           | 1750/1760 – 1792 | Louis-seize (inkl. Transition)             | 1770 – 1811 1785 – 1790 | Late Georgian (Georg III.) Hepplewhite-Style |
| 1750 – 1830                              | 1750 – 1830                              | Klassizismus                             | 1770 – 1790            | 1770 – 1790            | Österr.: Josephinisch                                                                           | 1792 – 1804      | Directoire (inkl. Consulat)                | 1790 – 1830 1790 – 1806 | Regency-Style (künftiger Georg IV.) Sheraton |
| 1750 – 1830                              | 1750 – 1830                              | Klassizismus                             | 1805 – 1815            | 1805 – 1815            | Empire                                                                                          | 1804 – 1815      | Empire                                     | 1790 – 1830 1790 – 1806 | Regency-Style (künftiger Georg IV.) Sheraton |
| 1815 – 1830/48                           | 1815 – 1830/48                           | Restauration                             | 1815 – 1848            | 1815 – 1848            | Biedermeier                                                                                     | 1815 – 1830      | Restauration                               | 1790 – 1830 1790 – 1806 | Regency-Style (künftiger Georg IV.) Sheraton |
| 1815 – 1830/48                           | 1815 – 1830/48                           | Restauration                             | 1815 – 1848            | 1815 – 1848            | Biedermeier                                                                                     | 1830 – 1852      | Louis-Philippe                             | 1830 – 1850             | Early Victorian                              |
| 1850 – 1910                              | 1850 – 1910                              | Historismus / Eklektizismus              | 1850 – 1910            | 1850 – 1910            | Altdeutscher Stil                                                                               | 1852 – 1870      | Second Empire (Napoleon III.)              | 1850 – 1875             | High Victorian                               |
| 1880 –                                   | 1880 –                                   | Moderne                                  | 1896/1897/1903 – 1920  | 1896/1897/1903 – 1920  | Jugendstil / Österr.: Secession / Wiener Werkstätte (nach 1914 vom Expressionismus beeinflusst) | 1895/1900        | Art Nouveau / Style Métro / Ecole de Nancy | 1870 – 1920 1890 – 1910 | Arts and Crafts Glasgow School               |
| 1880 –                                   | 1880 –                                   | Moderne                                  | 1920 – 1940            | 1920 – 1940            | Art déco                                                                                        | 1920 – 1940      | Art déco                                   |                         |                                              |

Ab Mitte des 19. Jahrhunderts beginnt die Internationalisierung der Kunststile, und im gesamten europäisch-nordamerikanischen Raum, wie auch in den durch die Kolonisierung kulturell verbundenen Weltregionen, finden sich stilähnliche Möbel. Zum andern fließen aber auch vermehrt Stilelemente außereuropäischer Hochkulturen und ethnischer Stile ein: Hier datiert man meist seit dem Ersten Weltkrieg mit 1920er, 1930er, 1940er, 1950er und 1960er. Seit Mitte des 20. Jahrhunderts wird auch das Möbel in seiner stilistischen Gestaltung zunehmend von globalerer Formensprache bestimmt. Die sich – zumindest im urbanen Raum – weltweit annähernden Wohngewohnheiten lassen ähnliche formale Lösungen entstehen: Dieser eklektizistische Stilmix ist kennzeichnend für die Postmoderne.

## Bauernmöbel

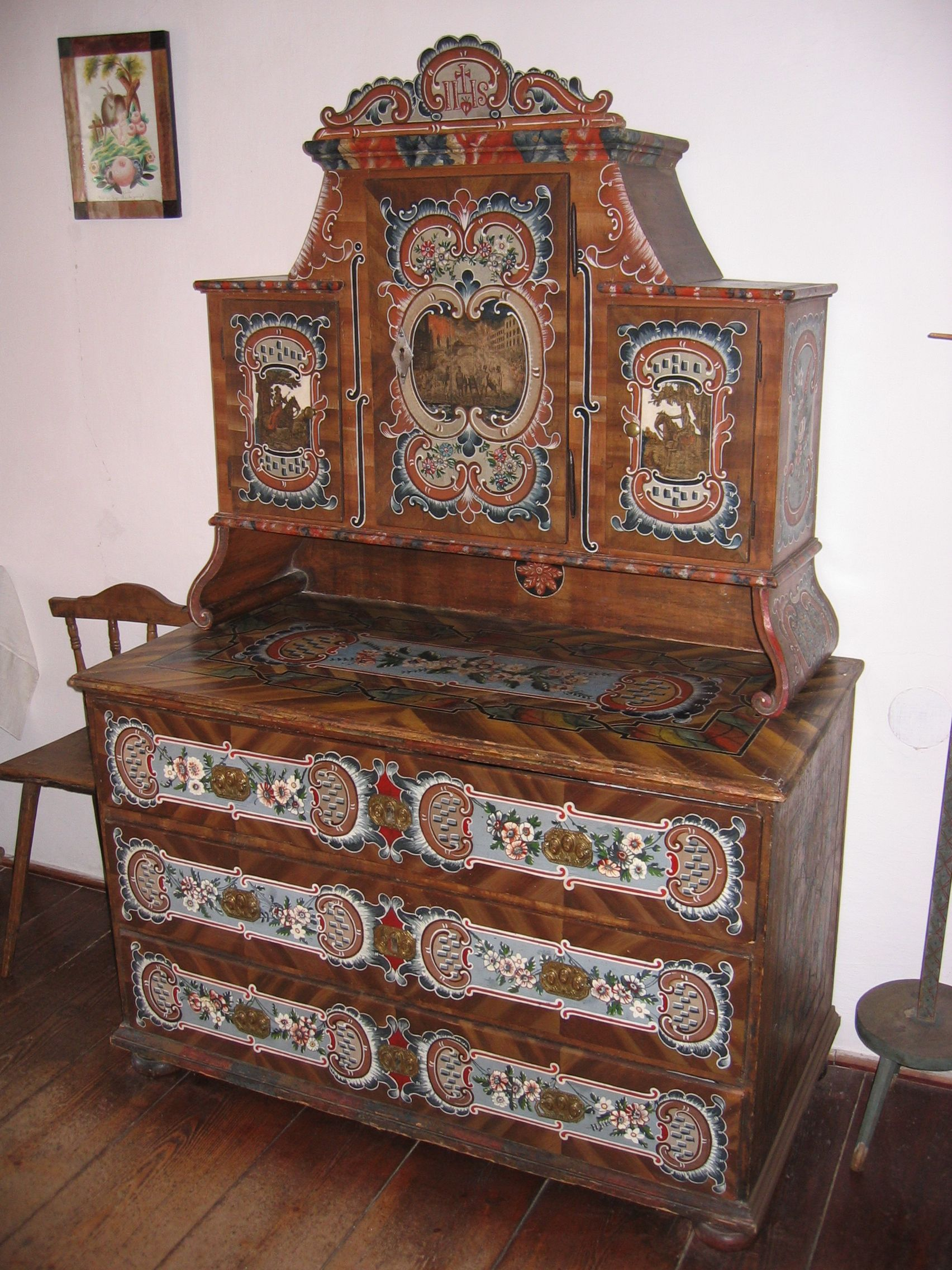
Hirschbacher Bauernmöbel im Mühlviertler Schlossmuseum in Freistadt

Bauernmöbel ist eine Sammelbezeichnung für die Stilsprache ländlicher Regionen, die teils über mehrere Generationen hinweg unverändert bleibt. Ihre Formgebung lehnt sich, oft etwas zeitversetzt, an die jeweilige Stilepoche an. Gotische, barocke oder klassizistische Formen werden in Süddeutschland und dem Alpenraum meist mit Bauernmalerei versehen, in anderen Regionen aus sichtbar belassenen Harthölzern hergestellt. Dabei entwickelten die einzelnen Regionen Stilelemente, die heute die Herkunft eines Bauernmöbels erkennen lassen. Die Verzögerung in der Stilentwicklung konnte einige Jahrzehnte umfassen: Noch Anfang des 19. Jahrhunderts entstanden in ländlichen Gebieten Möbel in barocken Formen, während sich in den Städten bereits das Biedermeier durchgesetzt hatte. Der spätere Entstehungszeitpunkt ist dann nur an Details, etwa der Bemalung oder an den Beschlägen erkennbar, da diese von anderen Handwerkern gefertigt wurden.
Die Produktion erfolgte in kleinen Familienbetrieben. In Süddeutschland und der Alpenregion wurden die Möbel ausschließlich aus Nadelhölzern gefertigt. Um diesen Umstand zu kaschieren, wurden sie reich bemalt. Prächtige Ornamente, Marmorierungstechnik und Scheinintarsien wurden aufgemalt. Besonders prunkvolle Exemplare sind zusätzlich mit Vergoldungen bzw. Versilberungen verziert, die luxuriös eingerichtete Innenräume von Schlössern, Kirchen und Klöstern zum Vorbild hatten. Insbesondere in dieser aufwendigen Art verzierte Schränke wurden häufig von Brauteltern aus dem wohlhabenden bäuerlichen Bereich erworben. Mit Aussteuertextilien gefüllt, wurden sie prestigeträchtig auf den Brautwagen mit geöffneten Türen durchs Dorf gezogen und so zur Schau gestellt. Solche anlässlich einer Hochzeit beschaffte Möbel sind oft mit den Namen der Brautleute und dem Jahr der Hochzeit versehen.
Jenseits des ländlichen Raums dienten Bauernmöbel auch in größeren Städten wie München zur Ausstattung der Kammern von Dienstboten.
Zu Beginn des 19. Jahrhunderts erreichte diese Art der Möbelproduktion ihren Höhepunkt. In Oberbayern entwickelte sich auf Betreiben des bayerischen Königs Maximilian II. insbesondere in der Gegend um Bad Tölz eine Herstellung in großen Stückzahlen. Als sogenannte „Tölzer Waaren“ wurden sie über die Isar per Floß bis nach Linz, Wien und Budapest verschifft.
In anderen Regionen, beispielsweise in der Pfalz oder der Eifel, aber auch in großen Teilen Norddeutschlands verwendete man dagegen meist Hartholz, vornehmlich Eiche, aber auch Nussbaum oder Kirschbaum, Bemalungen waren hier unüblich. Manche dieser Möbel wurden auch mit Schnitzereien und Intarsien verziert. Ähnlich wie bei den Süddeutschen Möbeln ist es auch hier für den Kenner möglich, die regionale Herkunft eines Stückes an bestimmten Besonderheiten zu erkennen.
Die Anzahl der Möbeltypen ist im bäuerlichen Bereich grundsätzlich geringer als bei städtischem Mobiliar: Hauptsächlich findet man Schränke und Truhen, Betten, Tische, Stühle und Bänke, in manchen Regionen waren auch Standuhren beliebt, ebenfalls anzutreffen sind in einigen Gegenden Einbaumöbel, die einen festen Bestandteil des Hauses darstellten und oft mit Wandvertäfelungen verbunden waren.
Bauernmöbel wie Truhen, Kästen, Tische, Bänke und Betten sind heute begehrte Sammlerobjekte.
Sie zu besitzen, galt bereits in der Zeit um 1900 bei Künstlern wie Gabriele Münter und Wassili Kandinsky als schick und wurde von Architekten wie Gabriel von Seidl propagiert. Der Heimatstil steht in diesem Zusammenhang. Andererseits begann in dieser Zeit die industrielle Fertigung von Möbeln und erreichte auch die ländlichen Haushalte. Die seit Generationen weitervererbten Bauernmöbel galten nun als altmodisch und wurden auf Dachböden oder in Scheunen abgestellt. Der Antiquitätenhandel begann zudem, das Interesse von Sammlern zu befriedigen und diese Möbel aufzukaufen. Gleichzeitig entstanden die ersten Heimatmuseen, die neben Trachten und bäuerlichen Geräten auch Bauernmöbel sammelten.
Während des Dritten Reiches wurde bäuerliches Kulturgut ideologisch ausgeschlachtet und gerne als „völkisch“ instrumentalisiert. In der Zeit des Zweiten Weltkrieges und der unmittelbaren Nachkriegsjahre wurden oftmals alte Bauernmöbel eher aus der Not heraus weiterbenutzt, da viele Menschen ihr Hab und Gut eingebüßt hatten und neue Möbel nicht erhältlich waren. Manche Bauernmöbel wurden mit steigendem Wohlstand auch durch Anstriche, Entfernen von Ornamenten oder Bekleben mit glatten Sperrholzplatten „modernisiert“. Andere Stücke fanden auf Dachböden oder in Schuppen eine untergeordnete Zweitverwendung zur Aufbewahrung von Werkzeug o. Ä.
In den 1960er, 70er und 80er Jahren wiederholte sich die rege Nachfrage von Sammlern nach alten Stücken. In dieser Zeit wurden viele Bauernmöbel im großen Stil von fahrenden Händlern aufgekauft, da man auf dem Land nun endgültig nicht mehr viel für sie übrig hatte und sich (durch das Wirtschaftswunder wohlhabend geworden) lieber neue Möbelstücke anschaffte, wie man sie aus Katalogen oder der Fernsehwerbung kannte. In der Stadt dagegen zahlten Sammler sehr hohe Preise für die alten Stücke und wollten sie als Repräsentationsobjekte erwerben. Von ihnen wurden viele Möbel nicht mehr im ursprünglichen Sinne genutzt, sondern in die modernen, städtischen Wohnungen integriert, z. B. wurden Kleiderschränke (die ihren Platz traditionell in der Schlafstube hatten) im Wohnzimmer aufgestellt, Truhen dienten zum Aufstellen des Fernsehers usw.
Viele originale und kulturhistorisch wertvolle Bemalungen fielen damals diesem allgemeinen Antiquitätenboom zum Opfer. Die Bemalung wurde nicht restauriert, sondern abgebeizt, um das verdeckte Holz sichtbar zu machen oder weil man zu ihrer fachgerechten Wiederherstellung nicht in der Lage war. Außer an evtl. noch sichtbaren Resten der Bemalung kann man solche Möbel an Kittstellen, grob geflickten Holzfehlern und ähnlichen Spuren erkennen, die ursprünglich durch die Bemalung verdeckt waren. Die abgebeizten und meist übermäßig stark restaurierten Möbel wurden bereits in den 1970er Jahren teilweise von geübten Kunsthandwerkern mit neuen Malereien unterschiedlicher Qualität und oft nicht passenden Motiven neu gefasst, um einen höheren Wiederverkaufswert zu erzielen. Dabei sind die allermeisten Stücke mit Patinierungen und manchmal mit fiktiven Jahreszahlen versehen worden, was den Eindruck eines würdevoll gealterten, historischen Möbels hervorrufen sollte. Auch Möbel aus Harthölzern, die ursprünglich nicht bemalt waren, fielen häufig unsachgemäßen „Restaurierungen“ zum Opfer. Auch Umbauten gehören dazu, beispielsweise wurden Beine von Tischen abgesägt, um einen niedrigen Couchtisch zu erhalten, alte Betten wurden zu Bänken umgebaut usw.
Durch die große Nachfrage kam es insgesamt auch sonst zu fragwürdigen Praktiken, etwa wurden aus alten (Möbel-)Einzelteilen neue Stücke zusammengefügt, häufig auch unter Verwendung von anderen Objekten aus altem Holz, etwa Zimmertüren, Wandvertäfelungen oder Bodendielen. Solche „Marriagen“ wurden und werden leider nicht immer als solche deklariert, sondern – aus Unwissenheit oder auch bewusst – als vermeintliche Originale angeboten. Allerdings ist die Grenze zwischen einer legitimen Restaurierung bzw. Ergänzung eines alten Stückes und dem lediglich aus altem Material neu gebauten Objekt fließend und nicht immer leicht nachzuweisen.
Mit der Wende wiederholte sich kurzfristig der Antiquitätenboom. Viele Bewohner aus den bisherigen Einflussbereichen der UdSSR wollten nun am westlichen Lebensstil teilhaben und verkauften ihre Antiquitäten zu günstigen Preisen.
Heute werden holzrohe Nachbauten als „bäuerlich“ empfunden und als Landhausstil angeboten. Dazu gehören auch Möbeltypen (wie z. B. Fernsehschränke, CD-Regale, Einbauküchen usw.), die es früher in dieser Form nicht gab. Keine Bauernmöbel im eigentlichen Sinn sind die ebenfalls häufig abgebeizten, bereits industriell hergestellten Weichholzmöbel der Gründerzeit. Sie besitzen keine regionalen Merkmale mehr, sondern wurden als Industrieprodukte in ganz Deutschland sowohl auf dem Land wie in der Stadt verkauft.
Generell sind die Preise für originale Bauernmöbel in den letzten Jahren eher gesunken, abgesehen von besonders schönen und gut erhaltenen Stücken. Da zudem viele während der „Antiquitätenwelle“ in den 1960er bis 80er Jahren entstandene Sammlungen aus Altersgründen von ihren Besitzern (oder deren Erben) derzeit aufgelöst werden, ist das Angebot verhältnismäßig groß.
Typischerweise klassifiziert man Bauernmöbel nach Zentren der Nebenerwerbstischlerei, etwa Bünder Stil der Ostschweiz, Antholzer Möbel in Südtirol, die sehr wertvollen grünen Tirolermöbel (Alpbacher und Zillertaler Bauernkasten) oder die oft blaugrundigen oberbayrischen Möbel.
In diesem Kontext ist auch der Shakerstil Amerikas zu sehen, der als autochthone Stilentwicklung auf die Wurzeln europäischer Einwanderer zurückgeht.
Neuaufgelegt, oft in Kombination mit Rattan und Eisen, erfahren Bauernmöbel während der Corona-Krise eine Art Revival. Im Sinne des Cocooning, der gelebten Gemütlichkeit, findet man rustikale Möbel wieder vermehrt in modernen Einrichtungen.

### Allgemein
- Renate Dolz: Möbelstilkunde. Schöne Möbel und Einrichtungsgegenstände aus Mittelalter, Renaissance, Barock, Rokoko, Empire, Biedermeier und Jugendstil. 11. Auflage. Heyne, München 1976, ISBN 3-453-41012-2.

### Bauernmöbel
- Monatsschrift des Historischen Vereins Oberbayern. 1898.
- Franz Zell: Bauernmöbel aus dem Bayerischen Hochland. Keller, Frankfurt am Main 1899.
- Bernward Deneke: Bauernmöbel. Ein Handbuch für Sammler und Liebhaber. Keyser, München 1979, ISBN 3-87405-010-6.
- Bärbel Kleindorfer-Marx: Volkskunst als Stil. Entwürfe von Franz Zell für die Chamer Möbelfabrik Schoyerer. Roderer, Regensburg 1996, ISBN 3-89073-909-1.

### Frankreich
- Lydia L. Dewiel: Französische Möbel. 2. Auflage. Heyne, München 1983, ISBN 3-453-41262-1.
- Christophe Renault, Christophe Lazé: Les styles de l’architecture et du mobilier. Gisserot, Paris 2006, ISBN 2-87747-465-8.
- Francine Thieffry de Witte: Le mobilier des châteaux de la Renaissance à l’Empire. Ouest-France, Rennes 1999, ISBN 2-7373-2411-4.